# Brody (gemeente in powiat Żarski)
De gemeente Brody is een landgemeente in het Poolse woiwodschap Lubusz, in powiat Żarski.
De zetel van de gemeente is in Brody.
Op 30 juni 2004 telde de gemeente 3482 inwoners.

## Oppervlakte gegevens
In 2002 bedroeg de totale oppervlakte van gemeente Brody 240,36 km², waarvan:
- agrarisch gebied: 26%
- bossen: 64%

De gemeente beslaat 17,25% van de totale oppervlakte van de powiat.

## Demografie
Stand op 30 juni 2004:
| Omschrijving                   | Totaal | Totaal | Vrouwen | Vrouwen | Mannen | Mannen |
| ------------------------------ | ------ | ------ | ------- | ------- | ------ | ------ |
| eenheid                        | aantal | %      | aantal  | %       | aantal | %      |
| inwoners                       | 3482   | 100    | 1771    | 50,9    | 1711   | 49,1   |
| bevolkingsdichtheid (inw./km²) | 14,5   | 14,5   | 7,4     | 7,4     | 7,1    | 7,1    |

In 2002 bedroeg het gemiddelde inkomen per inwoner 1506,1 zł.

## Administratieve plaatsen (sołectwo)
Biecz, Brody, Datyń, Grodziszcze, Jałowice, Janiszowice, Jasienica, Jeziory Dolne, Koło, Kumiałtowice, Nabłoto, Suchodół, Wierzchno, Zasieki.

## Overige plaatsen
Brożek, Laski, Marianka, Proszów, Żytni Młyn.

## Aangrenzende gemeenten
Gubin, Lubsko, Trzebiel, gemeente Tuplice. De gemeente grenst aan Duitsland.